# کریستوفر کنت
کریستوفر نِت (به آلمانی: Christopher Knett، زادهٔ ۱ اوت ۱۹۹۰؛ وین) بازیکن فوتبال است که در پست دروازه‌بان برای تیم العربی عربستان در لیگ دسته اول عربستان بازی می کند.
وی به مدت دو فصل برای باشگاه پانتولیکوس در سوپر لیگ فوتبال یونان به میدان رفت.
او سابقه عضویت در باشگاه‌های هوفنهایم بی، زاننهوف گروس‌آشپاخ، آستریا لوستن‌آئو، واکر اینسبروک، پانتولیکوس، سپاهان و  فولاد خوزستان را دارد.
این دروازه‌بان باتجربه که ابتدا به عنوان دروازه‌‌بان سپاهان توسط محرم نویدکیا به فوتبال ایران معرفی شد، در نیم‌فصل اول رقابت‌های لیگ بیست‌ویکم عملکردی درخشان در جمع طلایی‌پوشان داشت اما در نیم‌فصل دوم، عملکرد پرنوسان کنت باعث شد تا رشید مظاهری دروازه‌بان شماره یک سپاهان شود. 
سپس او بعد از مدت یک فصل به تیم فولاد خوزستان پیوست که آنجا نیز عملکر خوبی نداشت و نیمکت نشین شهاب گردان و سپس اوتیکر یوسوپوف شد.